# Harpacticus pulex
Harpacticus pulex is een eenoogkreeftjessoort uit de familie van de Harpacticidae. De wetenschappelijke naam van de soort is voor het eerst geldig gepubliceerd in 1964 door Humes.